# Eunice insularis
Eunice insularis är en ringmaskart som beskrevs av Nogueira, Steiner och Ayrton Amaral 200. Eunice insularis ingår i släktet Eunice och familjen Eunicidae. Inga underarter finns listade i Catalogue of Life.